# Арнштайн
Арнштайн (нім. Arnstein) — місто в Німеччині, знаходиться в землі Баварія. Підпорядковується адміністративному округу Нижня Франконія. Входить до складу району Майн-Шпессарт.
Площа — 112,12 км2. Населення становить 8158 ос. (станом на 31 грудня 2020).

## Географії

### Адміністративний поділ
Місто  складається з 12 районів:
- Альтбессінген
- Бінсбах
- Бінсфельд
- Бюхольд
- Даттензолль
- Генгайм
- Гальсгайм
- Гойгрумбах
- Мюдесгайм
- Нойбессінген
- Ройхельгайм
- Швебенрід